# Bruno Welleschik
Bruno Welleschik (* 1. Februar 1944 in Konstanz; † 22. Oktober 2011 in Wien) war ein österreichischer Hals-Nasen-Ohren-Arzt und Hochschullehrer.

## Leben und Werk
Nach seiner Matura in Feldkirch studierte Bruno Welleschik an der Universität Wien Medizin und wurde 1970 promoviert. Seine Ausbildung zum Facharzt für Hals-Nasen-Ohrenheilkunde begann er im Mai 1971 an der I. Universitäts-HNO-Klinik in Wien bei Otto Novotny, danach bei Klaus Ehrenberger. 1977 wurde er Oberarzt und 1987 Leiter der Audiologischen Ambulanz. Sein Arbeitsschwerpunkt war die Lärmschwerhörigkeit. Über dieses Thema wurde er 1981 habilitiert. 1990 wurde er zum Vorstand der HNO-Abteilung der Krankenanstalt Rudolfstiftung ernannt. Neben seiner Tätigkeit an der Rudolfstiftung war Welleschik medizinisch-wissenschaftlicher Leiter der Akademie für den logopädisch-phoniatrisch-audiologischen Dienst der Stadt Wien.
Bruno Welleschik war verheiratet und hatte zwei Töchter. Von 2006 bis 2011 war er ehrenamtlicher Wikipedia-Autor.

## Veröffentlichungen (Auswahl)
- Bruno Welleschik: Lärmschwerhörigkeit als Wahrscheinlichkeitsdiagnose. Springer, 1980
- H. Swoboda, B. Welleschik: Zur Frequenzabhängigkeit des SISI-Tests. In: Laryngorhinootologie. Band 70, Nummer 11, November 1991, S. 609–612, ISSN 0935-8943. doi:10.1055/s-2007-998107. PMID 1755900.
- B. Welleschik, E. Salomonowitz: Innenohrmissbildung. Otoliquorrhoe bei Stapedektomie. In: Laryngol Rhinol Otol (Stuttg). Band 65, Nummer 12, Dezember 1986, S. 688–690, ISSN 0340-1588. PMID 3807609.
- F. Schwetz, U. Doppler, R. Schewczik, B. Welleschik: The critical intensity for occupational noise. In: Acta Otolaryngol. Band 89, Nummer 3–4, 1980 Mar-Apr, S. 358–361, ISSN 0001-6489. PMID 7395505.
- B. Welleschik, L. Stoiber: Hörsturz: das audiometrische Profil. In: Laryngol Rhinol Otol (Stuttg). Band 57, Nummer 4, April 1978, S. 320–327, ISSN 0340-1588. PMID 651478.